# Final da Taça da Liga de 2013–14
A Final da Taça da Liga de 2013–14 foi uma partida de futebol disputada no dia 7 de Maio de 2014 para determinar o vencedor da Taça da Liga de 2013–14. A Final foi disputada no Estádio Dr. Magalhães Pessoa, em Leiria, entre o Benfica e o Rio Ave. O Benfica venceu por 2–0, conquistando a sua 5.ª Taça da Liga, aumentando assim o seu recorde de conquistas na competição.

## Final
| 7 de Maio de 2014 | Benfica                  | 2 – 0     | Rio Ave | Estádio Dr. Magalhães Pessoa, Leiria |
| 20:30 UTC         | Rodrigo 41' · Luisão 78' | Relatório |         | Público: 23 119 Árbitro: Hugo Miguel |